# Sierra National Forest

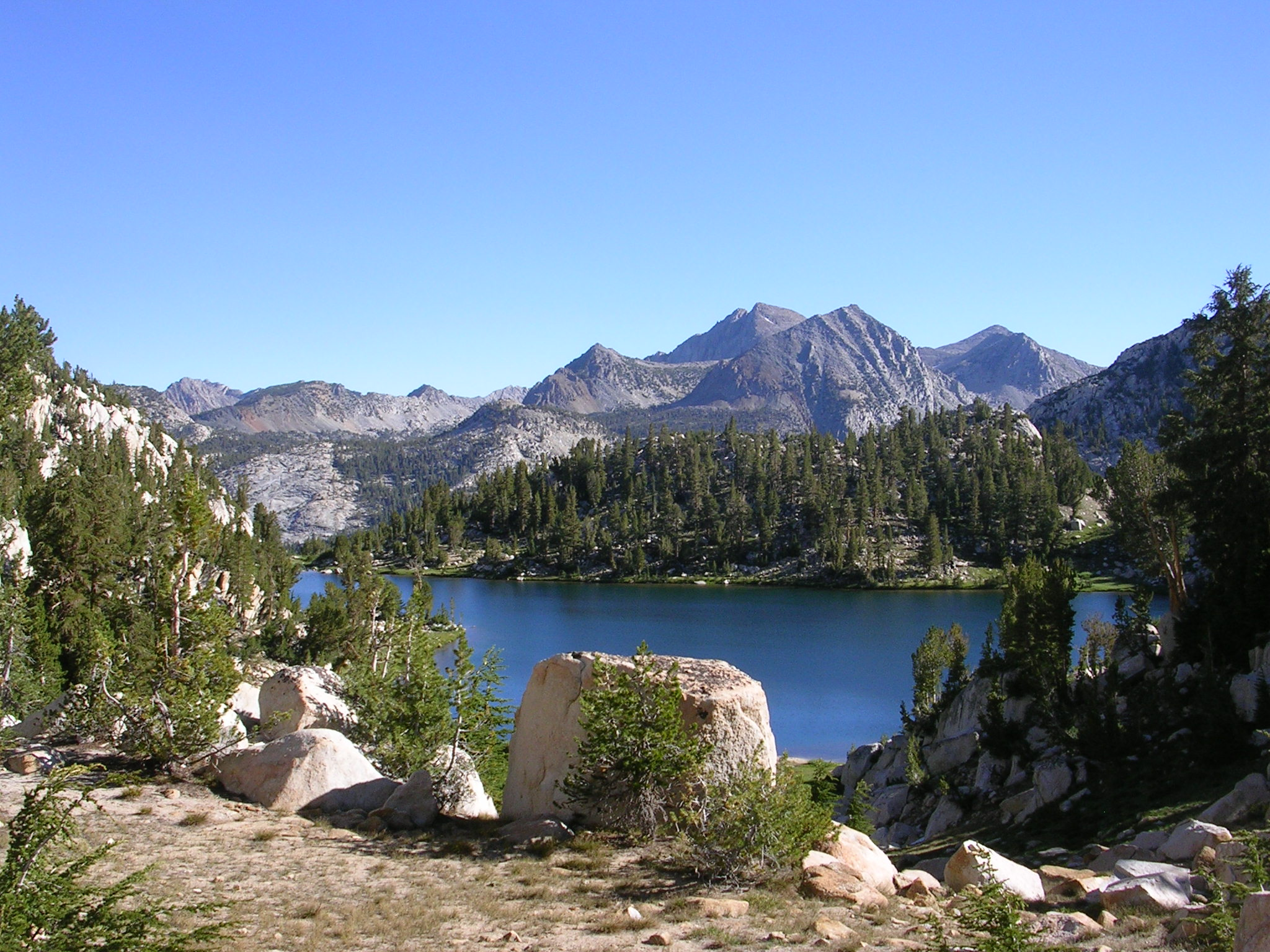
Lake of the Lone Indian in de John Muir Wilderness.

Het Sierra National Forest is een bosgebied in het Sierra Nevada-gebergte in de Amerikaanse staat Californië. Als National Forest valt het gebied onder het beheer van de United States Forest Service. Sierra National Forest werd in 1893 opgericht. Het meer dan 5.300 km² grote bosreservaat bestrijkt de westelijke flanken van de Sierra Nevada vanaf het zuiden van Yosemite National Park in het noorden tot aan Sequoia National Forest in het zuiden. Delen van vijf beschermde wildernisgebieden liggen in het Sierra National Forest: Ansel Adams, John Muir, Dinkey Lakes, Kaiser en Monarch Wilderness.